# Túmulo do Soldado Desconhecido (Itália)
O túmulo do soldado desconhecido (em italiano:  Tomba del Milite Ignoto) é um memorial de guerra localizado em Roma sob a estátua da deusa Roma no Altare della Patria. É um sacellum dedicado aos soldados italianos mortos e desaparecidos durante a guerra.
É palco de cerimónias oficiais que acontecem anualmente por ocasião do Dia da Libertação da Itália (25 de abril), do Dia da República Italiana (2 de junho) e do Dia da Unidade Nacional e das Forças Armadas (4 de novembro), durante as quais o Presidente da República Italiana e os mais altos cargos do Estado prestam homenagem ao santuário do Soldado Desconhecido com a deposição de uma coroa de louros em memória dos italianos mortos e desaparecidos nas guerras.

## História
O corpo do soldado desconhecido italiano foi escolhido a 28 de outubro de 1921, na Basílica de Aquileia, por Maria Bergamas, mãe de Antonio Bergamas, um voluntário irredentista italiano do Exército Real Italiano cujo corpo não foi recuperado. Maria Bergamas escolheu o corpo entre 11 corpos não identificados de membros das Forças Armadas Italianas cujos restos mortais foram recuperados em várias áreas da frente.
Maria Bergamas, após passar em frente aos primeiros caixões, não conseguiu continuar o percurso e gritando o nome do filho caiu ao chão em frente ao décimo caixão: este foi o corpo escolhido. Os outros dez corpos restantes em Aquileia foram enterrados no cemitério militar.
O corpo escolhido fez uma viagem de Aquileia a Roma de comboio, passando por Udine, Treviso, Veneza, Pádua, Rovigo, Ferrara, Bolonha, Pistoia, Prato, Florença, Arezzo, Chiusi e Orvieto, em velocidade moderada, em cada estação a população poderia homenagear o Soldado Desconhecido.

### Enterro
O corpo foi enterrado em 4 de novembro de 1921 no Altare della Patria em Roma sob a estátua da deusa Roma com uma cerimónia solene, na qual o rei Victor Emmanuel III estava presente, bem como muitos veteranos e viúvas de guerra. O corpo foi inicialmente transportado por alguns soldados para a Basílica de Santa Maria dos Anjos e dos Mártires antes de ser transferido, através de uma procissão, para o Altare della Patria.